# Powiat pszczyński
Powiat pszczyński – powiat w Polsce (województwo śląskie), utworzony w 1999 r. w ramach reformy administracyjnej. Jego siedzibą jest miasto Pszczyna. Historycznie leży na terenie Ziemi Pszczyńskiej na Górnym Śląsku.
W skład powiatu wchodzą:
- gminy miejsko-wiejskie: Pszczyna
- gminy wiejskie: Goczałkowice-Zdrój, Kobiór, Miedźna, Pawłowice, Suszec
- miasta: Pszczyna

Według danych GUS z 31 grudnia 2023 roku powiat zamieszkiwały 110 843 osoby

## Historia
Po zajęciu Śląska przez Prusy, dawne wolne państwo stanowe Pless, a następnie Księstwo przekształcone zostało w 1742 w powiat, do którego włączono również ziemię wodzisławską. Powiat ten obejmował rozległy teren od Mysłowic na północnym wschodzie po rzekę Olzę, Wodzisław i przedmieścia Bogumina na południowym zachodzie. W wyniku reformy administracyjnej w latach 1816–1817 odłączono od powiatu pszczyńskiego okręg mysłowicki i ziemię wodzisławską. Kolejne zmniejszenia powierzchni powiatu miały miejsce w 1954, kiedy powstał nowy powiat tyski, a następnie w 1957, w którym Bzie leżące na pd.-zach. krańcu powiatu pszczyńskiego włączono do powiatu wodzisławskiego.
Po odtworzeniu w wyniku reformy administracyjnej z 1999 nie znalazły się w nim północne tereny dawnego powiatu, które weszły w skład nowego powiatu mikołowskiego (Łaziska Górne, Mikołów, Orzesze, gmina Wyry).

## Rada Powiatu
| Komitet wyborczy                     | 2002-2006  | 2006-2010 | 2010-2014 | 2014-2018 | 2018-2023 |
| ------------------------------------ | ---------- | --------- | --------- | --------- | --------- |
| Sojusz Lewicy Demokratycznej         | 2 (SLD-UP) | –         | –         | –         | –         |
| Rodzina, Wspólnota, Sprawiedliwość   | 2          | –         | –         | –         | –         |
| Pszczyńskie Porozumienie Samorządowe | 11         | 8         | 6         | 4         | –         |
| Samorządna Ziemia Pszczyńska         | 8          | 1         | –         | –         | –         |
| Prawo i Sprawiedliwość               | –          | 4         | 5         | 9         | 8         |
| Platforma Obywatelska                | –          | 7         | 9         | 7         | –         |
| Liga Samorządowa Ziemi Pszczyńskiej  | –          | 3         | 3         | 3         | –         |
| Liga Samorządowa Pierwsza            | –          | –         | –         | –         | 5         |
| Ziemia Pszczyńska                    | –          | –         | –         | –         | 10        |

## Demografia

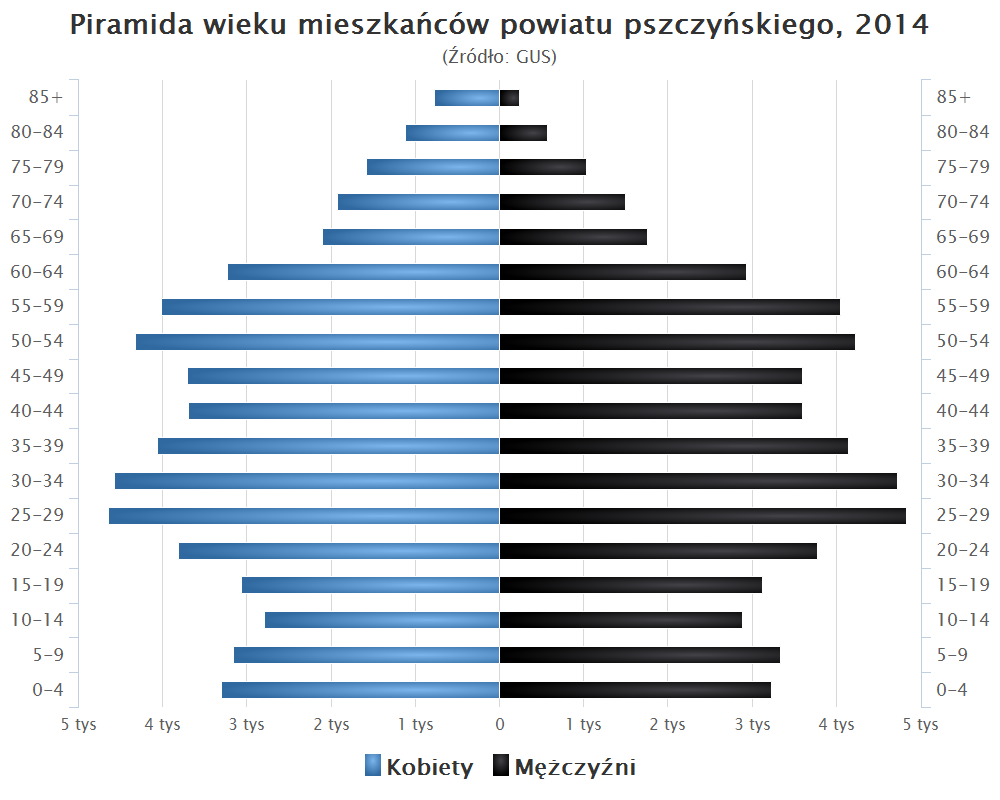
Piramida wieku mieszkańców powiatu pszczyńskiego w 2014 roku

Liczba ludności (dane z 31 grudnia 2012):
|        | Ogółem  | Ogółem | Kobiety | Kobiety | Mężczyźni | Mężczyźni |
| osób   | %       | osób   | %       | osób    | %         |           |
| ------ | ------- | ------ | ------- | ------- | --------- | --------- |
| Ogółem | 108 657 | 100    | 55 316  | 50,91   | 53 341    | 49,09     |
| Miasto | 26 003  | 23,93  | 13 547  | 12,47   | 12 456    | 11,46     |
| Wieś   | 82 654  | 76,07  | 41 769  | 38,44   | 40 885    | 37,63     |

▶Wieś vs ▶miasto
Ogółem (▶k, ▶m)
Miasto (▶k, ▶m)
Wieś (▶k, ▶m)

### Ludność w latach
- 1999 – 102 606
- 2000 – 102 882
- 2001 – 103 129
- 2002 – 103 453
- 2003 – 103 643
- 2004 – 104 129
- 2005 – 104 470
- 2006 – 104 828
- 2007 – 105 230
- 2008 – 105 631
- 2009 – 106 361
- 2010 – 107 712
- 2011 – 108 242
- 2012 – 108 657

Według danych GUS z 30 czerwca 2020 roku powiat zamieszkiwały 111 682 osoby.

## Transport

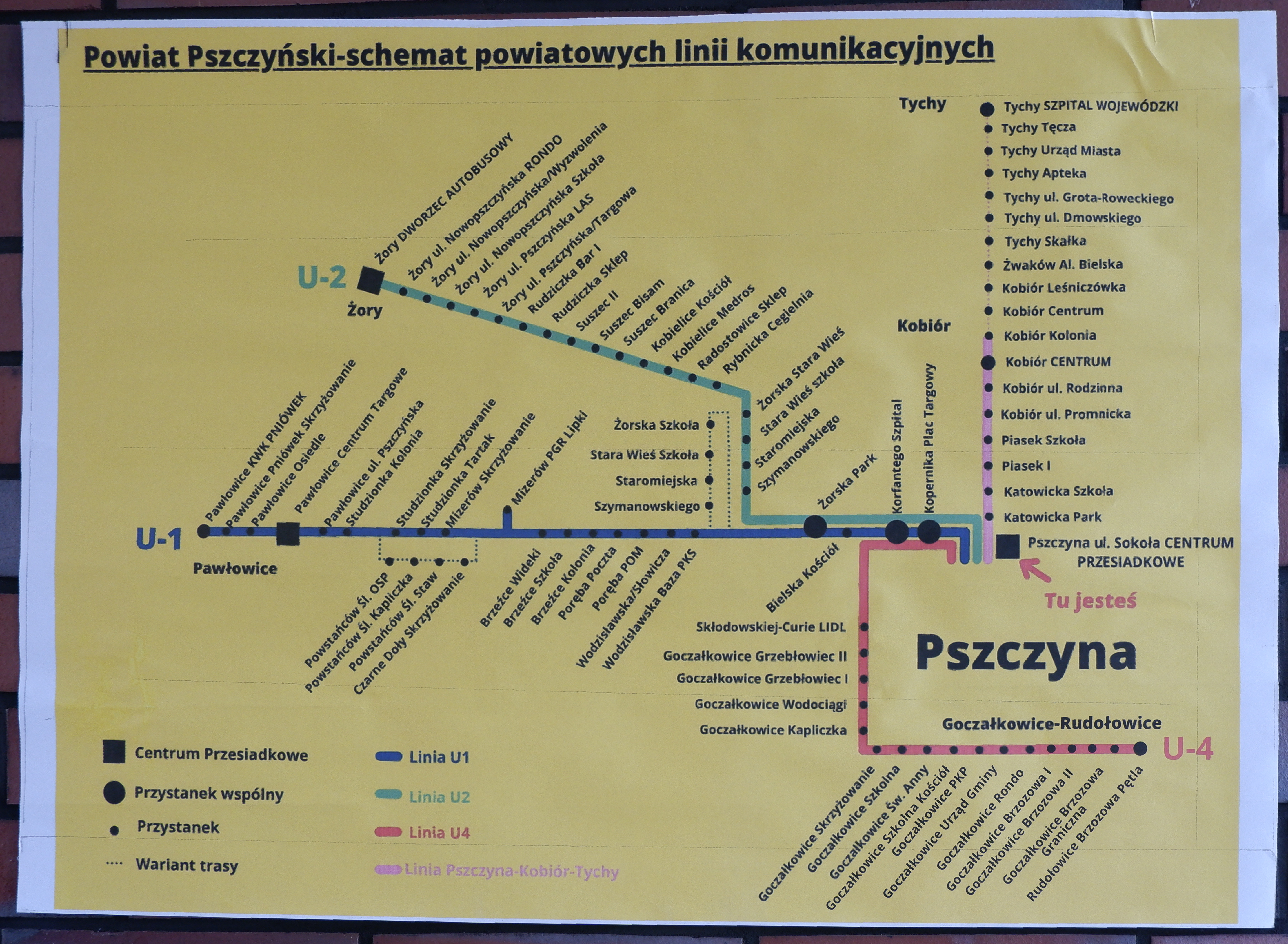
Schemat linii powiatowej komunikacji autobusowej (2023)

Przez teren powiatu pszczyńskiego przebiegają drogowe trakty komunikacyjne, ważne dla południowej i zachodniej części województwa śląskiego, tj. droga krajowa nr 1 łącząca północ z południem kraju. Ponadto duże znaczenie komunikacyjne ma droga nr 933 Oświęcim – Wodzisław Śląski, droga nr 935 Pszczyna – Rybnik, droga nr 938 Pawłowice – Cieszyn, nr 939 Pszczyna – Strumień, nr 931 Pszczyna – Bieruń oraz droga nr 928 Kobiór – Mikołów. Wśród szlaków kolejowych największe znaczenie ma trakt Katowice – Bielsko-Biała, pozostałymi tj. Rybnik – Zebrzydowice oraz Rybnik – Pszczyna odbywa się głównie ruch lokalny.

### Transport drogowy

#### Drogi krajowe
- 1E75 (Gdańsk – Toruń – Włocławek – Łódź – Piotrków Trybunalski – Częstochowa – GOP – Pszczyna – Bielsko-Biała – Zwardoń)
- 81 (Katowice – Mikołów – Żory – Pawłowice – Skoczów)

#### Drogi wojewódzkie
- 928 (Mikołów – Wyry – Gostyń – Kobiór)
- 931 (Pszczyna – Jankowice – Międzyrzecze – Bojszowy – Bieruń)
- 933 (Rzuchów – Pszów – Wodzisław Śląski – Mszana – Jastrzębie-Zdrój – Pawłowice – Pszczyna – Miedźna – Brzeszcze – Oświęcim – Libiąż – Chrzanów)
- 935 (Racibórz – Rydułtowy – Rybnik – Żory – Suszec – Pszczyna)
- 938 (Pawłowice – Pruchna – Hażlach – Cieszyn)
- 939 (Pszczyna – Łąka – Wisła Wielka – Strumień – Zbytków)

### Transport kolejowy
- 139 (Katowice – Katowice Ligota – Tychy – Pszczyna – Czechowice-Dziedzice – Bielsko-Biała Główna – Żywiec – Zwardoń)
- 148 (Pszczyna – Suszec – Żory – Rybnik Gotartowice – Rybnik)
- 157 (Pawłowice Śląskie – Strumień – Chybie – Pierściec – Skoczów)
- 159 (Orzesze – Żory – Warszowice – Pawłowice Śląskie – Wodzisław Śląski)

## Sąsiednie powiaty
- Tychy (miasto na prawach powiatu)
- Jastrzębie-Zdrój (miasto na prawach powiatu)
- Żory (miasto na prawach powiatu)
- powiat bielski
- powiat cieszyński
- powiat mikołowski
- powiat bieruńsko-lędziński
- powiat oświęcimski (małopolskie)